# Prasat Kaôh Kér
Prasat Kaôh Kér, Koh Ker (khm. ប្រាសាទកោះកេរ្ដិ៍) – stanowisko archeologiczne znajdujące się w północnej Kambodży, obejmujące kompleks zabudowań świątynnych i sanktuariów w dawnej stolicy Imperium Khmerów, wymienianej w inskrypcjach jako Lingapura bądź Chok Garyar, założonej w 921 roku n.e. przez Dżajawarmana IV.
W 2023 roku podczas obywającej się w Rijadzie w Arabii Saudyjskiej 45. sesji Komitetu Światowego Dziedzictwa Kaôh Kér zostało wpisane na listę światowego dziedzictwa UNESCO pod nazwą Koh Ker: stanowisko archeologiczne dawnej stolicy Lingapura/Chok Gargyar (ang. Koh Ker: Archaeological Site of Ancient Lingapura or Chok Gargyar).

## Lokalizacja
Prasat Kaôh Kér znajduje się na gęsto zalesionym i słabo zaludnionym terenie między pasmami górskimi Chuŏr Phnum Dângrêk i Phnum Kulên w północnej części Kambodży, w prowincji Preăh Vĭhéar, ok. 80 km na północny zachód od kompleksu świątynnego Angor Wat w Siĕm Réab. Wpisane na listę światowego dziedzictwa UNESCO stanowisko obejmuje obszar 1 187,61 ha, który otacza strefa buforowa o powierzchni 3 523,77 ha i tzw. strefa satelitarna o powierzchni 4 078,05 ha. Kompleks rozpościera się na długość 4,9 km w osi północ-południe oraz 3,5 km w osi wschód-zachód.

## Historia

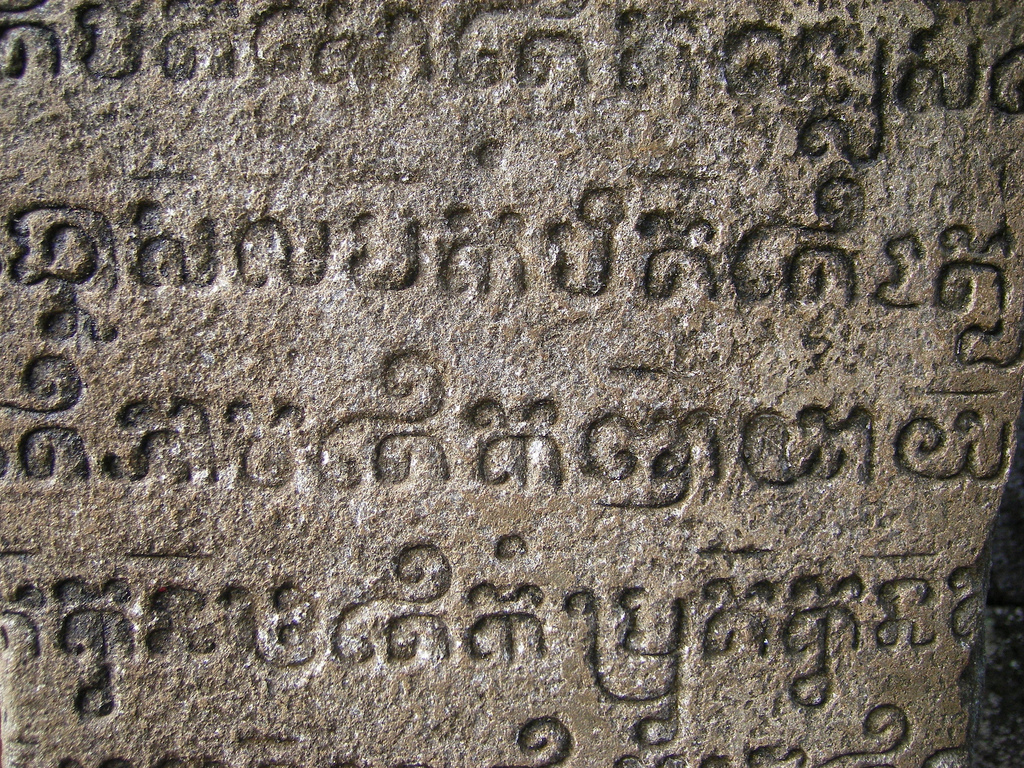
Inskrypcje z Kaôh Kér (2006)

Kompleks został założony w 921 roku z inicjatywy króla Angkoru Dżajawarmana IV. W latach 921–928 miasto było jedną z dwóch rywalizujących ze sobą stolic Imperium Khmerów (drugą był Angkor), natomiast od 928 do 944 roku Kaôh Kér było jedyną stolicą państwa. Miasto, uważane za miejsce święte, zostało zbudowane w oparciu o hinduistyczne koncepcje wszechświata, a jego budowa trwała 23 lata. Nazywane było Lingapura od lingamów reprezentujących boga Śiwę, a także Chok Gargyar, co w języku starokhmerskim oznaczało „drzewo żelaznego drewna” i odnosiło się do występującej na tym obszarze rośliny Hopea odorata lokalnie zwanej drzewem koki.

## Charakterystyka

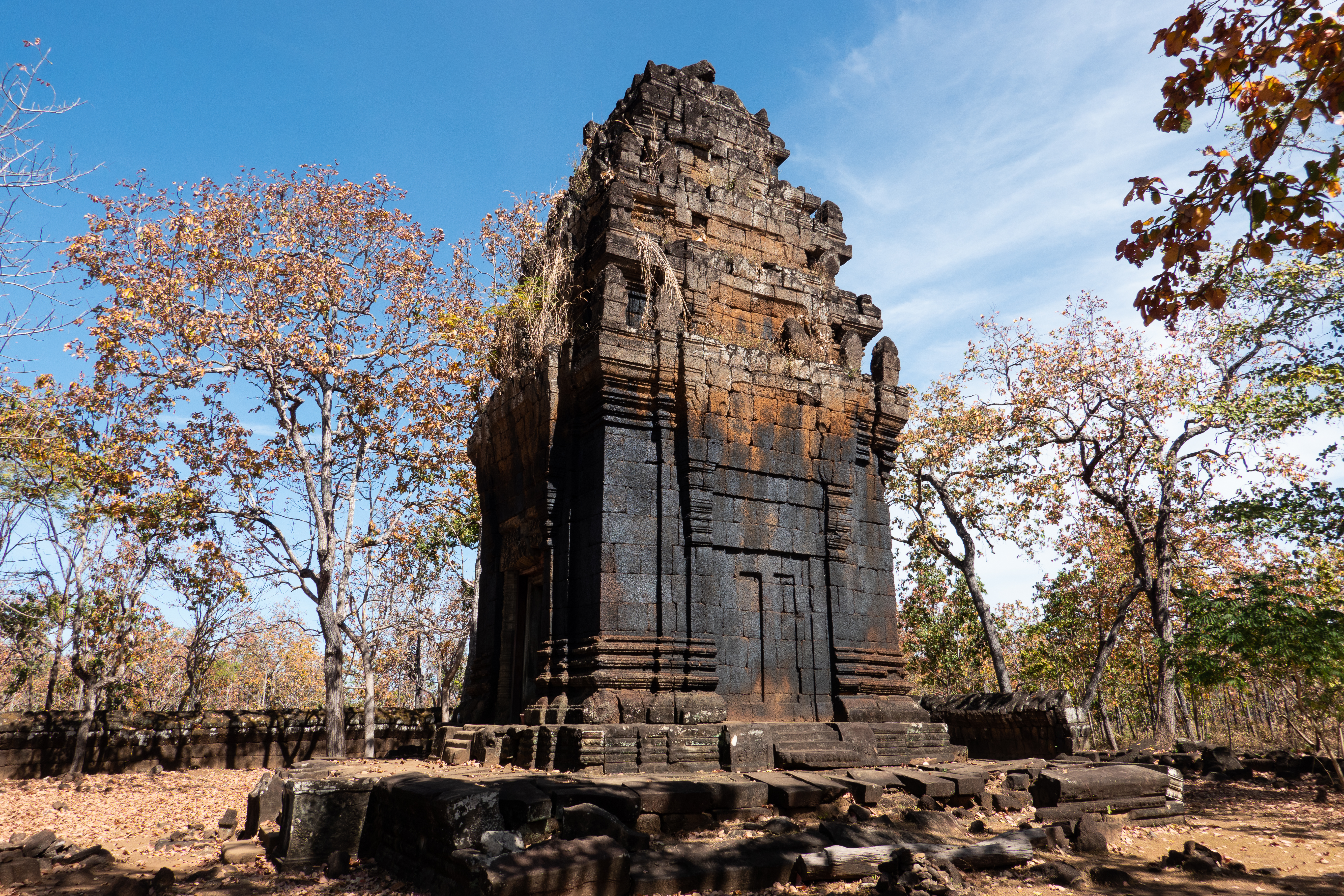
Pozostałości świątyni Prasat Neang Khmau (2019)

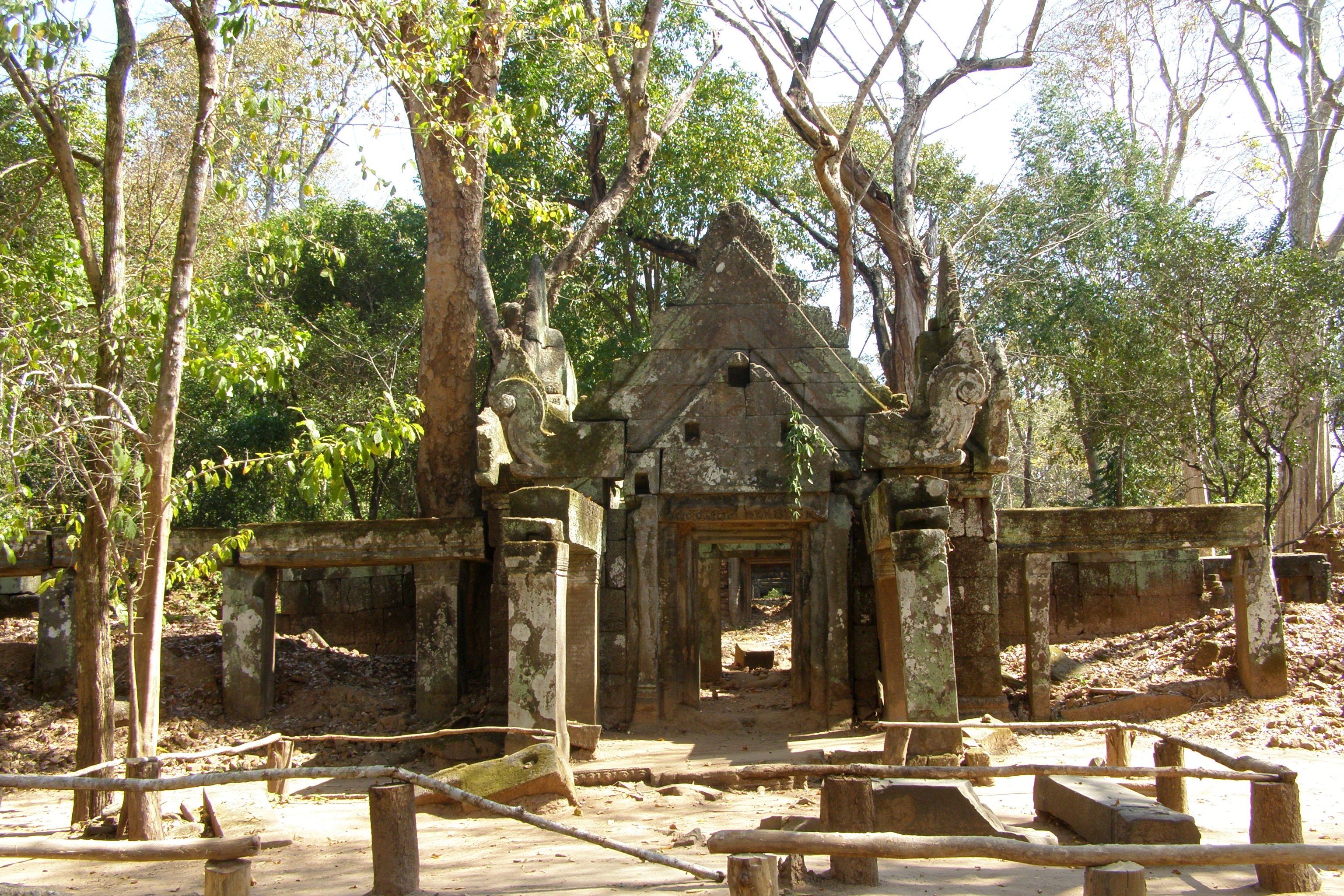
Pozostałości świątyni Prasat Krachap (2011)

Stanowisko archeologiczne Kaôh Kér obejmuje 127 elementów, w tym 76 świątyń skupionych wokół prostokątnego zbiornika wodnego o nazwie Rahal, z których największy i najważniejszy jest centralnie położony kompleks świątynny Prasat Thom z siedmiostopniową piramidą schodkową o wysokości 36 m, wzniesioną na planie kwadratu o boku długości 62 m, mieszczącą świątynię Prasat Prang. Rahal otacza sieć wałów i fos, pozostałości innych miejskich budowli i dróg oraz dzieła sztuki, głównie rzeźby oraz ich pozostałości, w świątyniach natomiast zachowały się nieliczne malowidła ścienne.
Koh Ker było wyrazem ambicji politycznych Dżajawarmana IV i cechowało się niekonwencjonalnymi i innowacyjnymi jak na owe czasy rozwiązaniami urbanistycznymi i architektonicznymi (takimi jak wykorzystanie do budowy dużych monolitycznych bloków kamiennych) oraz wysokim kunsztem artystycznym przejawiającym się m.ni. wznoszeniem okazałych rzeźb. Kompleks świątynny Kaôh Kér zapoczątkował styl architektoniczny, zwany od nazwy kambodżańskiego stanowiska archeologicznego stylem Koh Ker.